# 도요카미촌
도요카미촌(豊加美村)은 이바라키현 도요다군·유키군에 속했던 촌이다.

## 지리
현재의 시모쓰마시 중부에 해당한다.

## 역사
- 1889년 4월 1일 - 정촌제 시행에 의해 도요다군 도요카미촌이 성립하였다.
- 1896년 4월 1일 - 유키군이 성립하여, 도요카미촌은 유키군에 속하게 되었다.
- 1954년 6월 1일 - 후사카미촌, 마카베군 가미쓰마촌, 쓰쿠바군 다카사이촌과 함께 시모쓰와정에 편입해, 동일 도요카미촌은 폐지되었다.

## 인구
| 1891년 | 2,319 |
| 1920년 | 2,459 |
| 1935년 | 2,595 |
| 1950년 | 2,992 |

## 참고문헌
- 角川日本地名大辞典編纂委員会『角川日本地名大辞典 8 茨城県』、角川書店、1983年 ISBN 4-04-001080-9
- 日本加除出版株式会社編集部『全国市町村名変遷総覧』、日本加除出版、2006年、ISBN 4-8178-1318-0